# Литвинчук, Борис Михайлович
Бори́с Миха́йлович Литвинчу́к (1 июня 1917, Аджигабул, Джеватский уезд — 1 ноября 1998, Калуга) — советский лётчик-ас истребительной авиации ВМФ СССР во время Великой Отечественной войны, Герой Советского Союза (16.05.1944). Полковник (19.03.1958).

## Биография
Борис Литвинчук родился 1 июня 1917 года на станции Аджикабул (ныне — город в Азербайджане). Русский. После окончания семи классов школы и школы фабрично-заводского ученичества работал токарем на Тбилисском авторемонтном заводе. Позднее окончил аэроклуб в Батуми и остался в нём работать лётчиком-инструктором.
В декабре 1937 года призван на службу в Рабоче-крестьянский Красный Флот. В ноябре 1938 года окончил Военно-морское авиационное училище имени И. В. Сталина в городе Ейске. С мая 1939 года проходил службу в составе 32-го истребительного авиационного полка ВВС Черноморского флота в должности младшего лётчика, а затем стал там же и командиром звена. С мая 1941 года — командир звена 3-го учебно-резервного авиационного полка ВВС ВМФ.
С июня 1941 года — участник Великой Отечественной войны.
В начале Великой Отечественной войны был прикомандирован к уникальному подразделению — авиационному звену составных пикирующих бомбардировщиков капитана А. В. Шубикова, созданному для реализации Проекта «Звено» (он же «Звено-СПБ») инженера В. С. Вахмистрова: на самолёт-носитель ТБ-3 крепились от одного до пяти максимально облегчённых истребителей И-16, доставляемых носителем до цели, отсоединявшихся при подходе к ней и самостоятельно атаковавших её. Летая на одном из таких И-16, Литвинчук выполнил 11 боевых вылетов и принимал участие в атаках на Черноводский мост на Дунае, на нефтеперегонный завод в Плоешти, плавучий док в Констанце, Румыния, железнодорожный мост через Днепр в Запорожье и на немецкую переправу у Каховки.
После расформирования звена в сентябре 1941 года вернулся в 32-й ИАП ВВС ЧФ, в его составе участвовал в обороне Севастополя и в битве за Кавказ. В январе 1942 года назначен заместителем командира эскадрильи. Начав войну на истребителе И-16, освоил на фронте более современные ЛаГГ-3, Ла-5 и «Аэрокобра».
Приказом наркома ВМФ Союза ССР № 190 от 31 мая 1943 года «за проявленную отвагу в боях за Отечество с немецкими захватчиками, за стойкость и мужество, дисциплину и организованность, за героизм», 32-й ИАП был удостоено гвардейского звания и получил новое наименование 11-й гвардейский истребительный авиационный полк ВВС ВМФ. А Борис Литвинчук в августе 1943 года стал командиром эскадрильи этого гвардейского полка.
К апрелю 1944 года командир эскадрильи 11-го гвардейского истребительного авиаполка 1-й минно-торпедной авиационной дивизии ВВС Черноморского флота гвардии капитан Борис Литвинчук совершил 450 боевых вылетов, принял участие в 44 воздушных боях, лично сбив 10 и в составе группы 6 вражеских самолётов. Отлично руководил эскадрильей в ходе Крымской наступательной операции.
Указом Президиума Верховного Совета СССР от 16 мая 1944 года за «образцовое выполнение боевых заданий командования на фронте борьбы с немецкими захватчиками и освобождение Крымского полуострова и гор. Севастополя и проявленные при этом отвагу и геройство», гвардии капитан Борис Михайлович Литвинчук был удостоен звания Героя Советского Союза с вручением ордена Ленина и медали «Золотая Звезда» за номером 3803.
К маю 1945 года гвардии майор Б. М. Литвинчук совершил 459 боевых вылетов, число побед в воздушных боях с момента представления к званию Героя не изменилось — сбил лично 10 и в группе 6 немецких и румынских самолётов.
В ноябре 1944 года был переведён командиром эскадрильи в 43-й истребительный авиационный полк ВВС ВМФ Черноморского флота. В августе 1945 года весь полк был переброшен на Дальний Восток и передан в ВВС Тихоокеанского флота. Участвовал в советско-японской войне, выполнил несколько боевых вылетов, но встреч в воздухе с японской авиацией не имел.
После окончания войны Б. М. Литвинчук продолжил службу в ВМФ СССР. Служил командиром эскадрильи в том же полку (в апреле 1946 года его переименовали в 348 ИАП ВВС ВМФ) до мая 1949 года, когда его направили учиться. В 1950 году он окончил Высшие офицерские лётно-тактические курсы авиации ВМС (Рига). С ноября 1950 года служил на Балтийском море в составе ВВС 4-го ВМФ: помощник командира по тактике воздушного боя и воздушной стрельбе 10-го истребительного авиаполка, с июля по декабрь 1952 — заместитель командира — инспектор-лётчик по технике пилотирования и теории полёта 223-го ИАП. В 1955 году он окончил Военно-морскую академию им. К. Е. Ворошилова. С января 1956 года продолжил службу в ВВС Северного флота командиром 78-го истребительного авиационного полка, с апреля 1957 — помощник начальника и ответственный дежурный по командному пункту управления полётами ВВС флота. В марте 1961 года полковник Б. М. Литвинчук уволен в запас.
Проживал в Калуге. Работал заместителем директора по кадрам Калужского турбинного завода, после выхода на пенсию был председателем Совета ветеранов АО «Калужский турбинный завод». Скончался 1 ноября 1998 года. Похоронен на Пятницком кладбище Калуги.

## Награды
- Медаль «Золотая Звезда» Героя Советского Союза[10]
- Орден Ленина (16.05.1944)
- Три ордена Красного Знамени (13.08.1941, 13.05.1942, 6.11.1944)
- Два ордена Отечественной войны 1-й степени (29.11.1942, 11.03.1985)
- Орден Красной Звезды (21.08.1953)
- Медаль «За боевые заслуги» (24.06.1948)
- Медаль «За оборону Севастополя» (вручена в 1945)
- Медаль «За оборону Кавказа» (вручена в 1945)
- Ряд других медалей СССР и РФ[2]
- Почётный гражданин города Калуги (14.05.1997)[11]

## Память
- Мемориальная доска установлена в 1999 году на доме № 1 по Монастырской улице в Калуге[12], в котором с 1968 по 1998 годы проживал Б. М. Литвинчук.
- В посёлке Кача в Крыму под Севастополем установлен его бюст на Аллее Героев.
- Именем Б. Литвинчука названа одна из новых улиц Калуги.